# THE GREATEST CLIPS 2008-2013
『THE GREATEST CLIPS 2008-2013』（ザ・グレイテスト・クリップス -）は、DEENのビデオクリップ集。2014年10月1日発売。

## 作品の解説
- シングル「君が僕を忘れないように 僕が君をおぼえている」と同時リリース。
- ビデオクリップ集としては約11年ぶりのリリース。今回はDVDとBlu-rayの2形態が用意されている。
- 2008年発表の「永遠の明日」から、2013年発表の「もう泣かないで」までのシングルクリップに加えて、初収録となる「卒業」「神の雫」を収録。

## 収録内容

### SINGLE CLIPS
1. 永遠の明日
2. Celebrate
3. Negai feat.ミズノマリ
4. coconuts feat.kokomo
5. Brand New Wing
6. 心から君が好き〜マリアージュ〜
7. 二十歳
8. 雨の六本木
9. もう泣かないで

### OTHER CLIPS
1. 永遠の明日 <Ballad Version> from『DEEN NEXT STAGE』
2. 卒業 from『Graduation』
3. 神の雫 from『マリアージュ』
4. 言葉で伝えたくて from『DEENAGE MEMORY』

### 特典映像
1. LOOKIN' FOR THE NEXT STAGE -DEEN in New York-
2. 永遠の明日 TV SPOT
3. Celebrate TV SPOT
4. Negai feat.ミズノマリ TV SPOT
5. coconuts feat.kokomo TV SPOT
6. Brand New Wing TV SPOT
7. 心から君が好き～マリアージュ～ TV SPOT Type-A
8. 心から君が好き～マリアージュ～ TV SPOT Type-B
9. 二十歳/雨の六本木 TV SPOT
10. もう泣かないで TV SPOT
11. DEEN NEXT STAGE TV SPOT Type-A
12. DEEN NEXT STAGE TV SPOT Type-B
13. LOVERS CONCERTO TV SPOT
14. クロール TV SPOT
15. Graduation TV SPOT
16. マリアージュ TV SPOT
17. CIRCLE TV SPOT

## 関連作品
- DEEN THE GREATEST CLIPS 1993-1998
- DEEN THE GREATEST CLIPS 1998-2002
- THE GREATEST CLIPS 2003-2007 - 2008年発売のベストアルバム「DEEN PERFECT SINGLES +」の初回盤DVDに収録されている。
- THE GREATEST CLIPS 2014 - 同時発売のシングル「君が僕を忘れないように 僕が君をおぼえている」の初回盤DVDに収録されている。